# Nyheter i Norr
Nyheter i Norr AB var en nyhetsbyrå som verkade inom främst Arjeplogs och Arvidsjaurs kommuner. Nyhetsbyrån startade i januari 2005, sedan dagstidningarna Norra Västerbotten och Piteå-Tidningen lagt ned sina respektive lokalredaktioner i Arjeplog och Arvidsjaur. Nyheter i Norrs ägare var Norra Västerbotten och Piteå-Tidningen.
Nyheter i Norr hade som mest fyra anställda reportrar och fotografer – två på redaktionen i Arvidsjaur och två på redaktionen i Arjeplog. Nyhetsbyrån Nyheter i Norr försåg Norra Västerbotten och Piteå-Tidningen med redaktionellt material, alltså notiser, nyhetsartiklar, sportreferat, reportage, fotografier, från Arjeplog och Arvidsjaur. Nyhetsbyrån utförde uppdrag även för andra kunder.